# Случайний
Случа́йний (рос. Случайный) — селище у складі Електростальського міського округу Московської області, Росія.

## Населення
Населення — 1 особа (2010; 8 у 2002).
Національний склад (станом на 2002 рік):
- росіяни — 37 %
- вірмени — 37 %